# 34681 Suhahussain
34681 Suhahussain este o planetă minoră (asteroid) din centura de asteroizi. A fost descoperită pe 20 ianuarie 2001 la Experimental Test Site⁠(d) de Lincoln Near-Earth Asteroid Research. 
Obiectul prezintă o orbită caracterizată de o semiaxă mare de 2,3147698 UAi, o excentricitate de 0,05, o înclinație de 5,05629 ° în raport cu ecliptica.